# Vendeholten
Der Vendeholten ist ein 2230 m hoher Berg im ostantarktischen Königin-Maud-Land. Er ragt nördlich des Passes Tverrbrekka in den Paulsenbergen der Sverdrupfjella auf.
Erste Luftaufnahmen des Berges entstanden bei der Deutschen Antarktischen Expedition 1938/39 unter der Leitung des Polarforschers Alfred Ritscher. Norwegische Kartografen nahmen anhand von Luftaufnahmen und Vermessungen der Norwegisch-Britisch-Schwedischen Antarktisexpedition (1949–1952) eine neuerliche Kartierung vor und benannten den Berg.